# Topvagtler
Topvagtler (Odontophoridae) er en familie af hønsefugle, som er udbredt i Amerika fra Canada til det sydlige Brasilien. De er ikke nært beslægtet med den gamle verdens vagtler, men ligner dem i udseende og adfærd.

## Slægter og arter
- Slægt Dendrortyx
  - Vera Cruz-skovvagtel, Dendrortyx barbatus
  - Langhalet skovvagtel, Dendrortyx macroura
  - Hvidpandet skovvagtel, Dendrortyx leucophrys
- Slægt Oreortyx
  - Bjergvagtel, Oreortyx pictus
- Slægt Callipepla
  - Skælvagtel, Callipepla squamata
  - Rødtoppet vagtel, Callipepla douglasii
  - Californisk topvagtel, Callipepla californica
  - Ørkentopvagtel, Callipepla gambelii
- Slægt Philortyx
  - Båndvagtel, Philortyx fasciatus
- Slægt Colinus
  - Bobwhite, Colinus virginianus
  - Yucatantrævagtel, Colinus nigrogularis
  - Hvistrubet trævagtel, Colinus leucopogon
  - Toptrævagtel, Colinus cristatus
- Slægt Odontophorus
  - Brun tandvagtel, Odontophorus gujanensis
  - Pletvinget tandvagtel, Odontophorus capueira
  - Sortøret tandvagtel, Odontophorus melanotis
  - Brunmasket tandvagtel, Odontophorus erythrops
  - Sortpandet tandvagtel, Odontophorus atrifrons
  - Kastanietandvagtel, Odontophorus hyperythrus
  - Mørkrygget tandvagtel, Odontophorus melanonotus
  - Rødbrystet tandvagtel, Odontophorus speciosus
  - Tacarcuna-tandvagtel, Odontophorus dialeucos
  - Halsbåndstandvagtel, Odontophorus strophium
  - Venezuelatandvagtel, Odontophorus columbianus
  - Sortbrystet tandvagtel, Odontophorus leucolaemus
  - Boliviatandvagtel, Odontophorus balliviani
  - Perutandvagtel, Odontophorus stellatus
  - Mexicansk tandvagtel, Odontophorus guttatus
- Slægt Dactylortyx
  - Sangvagtel, Dactylortyx thoracicus
- Slægt Cyrtonyx
  - Montezumavagtel, Cyrtonyx montezumae
  - Brillevagtel, Cyrtonyx ocellatus
- Slægt Rhynchortyx
  - Langbenet tandvagtel, Rhynchortyx cinctus